# Primatie

Armes des primats (non cardinaux)

Armes des primats de Lorraine (non cardinaux)

La primatie (du latin prima sedes episcoporum, « premier siège des évêques ») est la dignité d'un « primat », évêque qui possède une suprématie, au moins honorifique, sur tous les évêques et archevêques d'une région. Le terme désigne aussi l'étendue du ressort de la juridiction ecclésiastique du primat, et le siège de cette juridiction. L'église cathédrale du primat reçoit le titre de « primatiale ».
La primatie, généralement due à l'ancienneté du siège, s'exerçait sur les propres diocésains du primat ainsi que sur les évêchés qui étaient ses suffragants. En France, où l'établissement des patriarches n'avait pas été reçu, ce sont les primats qui en tenaient lieu ; on en appelait de l'évêque diocésain au métropolitain, de celui-ci au primat, et du primat au pape. L'official primatial jugeait les appels interjetés de l'official métropolitain.
La primatie ne comporte plus, habituellement, aucun pouvoir de gouvernement, en dehors de prérogatives honorifiques.
En France, seuls les titres de primat des Gaules et de primat de Normandie, attribués respectivement aux archevêques de Lyon et de Rouen, ont conservé des prérogatives honorifiques réelles.[réf. nécessaire] Les autres titres primatiaux sont d'ailleurs très rarement utilisés depuis les années 1960-1970, à l'exception de celui de primat de Lorraine, toujours employé par l'évêque de Nancy et de Toul.
Dans les Églises d'Orient, le titre de primat est porté par l'évêque (patriarche ou archevêque) qui préside le synode permanent d'une Église autocéphale ou autonome. Le mot primatie est très rarement utilisé ; on parle plutôt de primauté. Les notions de primat et de primauté n'ont rien à voir avec celle d'exarchat. Il n'y a pas de primat à titre simplement honorifique comme en Occident.

## Histoire
Le titre de primat fut, à partir du IVe siècle, attribué à quelques sièges épiscopaux de l'Occident. Il correspondait à celui d'exarque qui existait en Orient.
Le premier primat est celui de Carthage, qui présidait aux églises du Nord de l'Afrique. On le trouve mentionné dans les synodes tenus dans cette ville en 390 et en 397. La juridiction de l'évêque de Carthage comme primat d'Afrique couvrait approximativement le diocèse (civil) d'Afrique qui comprenait les provinces (civiles) de Maurétanie Césarienne, Maurétanie Sitifienne, Numidie, Zeugitane, Byzacène et Tripolitaine. Chacune d'elles fut progressivement érigée en province ecclésiastique. L'existence d'une province ecclésiastique de Numidie est attestée en 305. La province ecclésiastique de Maurétanie Sitifienne est créée par le concile d'Hippone de 393. L'existence de celle de Maurétanie Césarienne est attestée en 407.
Les évêques d'Arles et de Thessalonique reçurent le même titre parce qu'ils étaient légats pontificaux.
Plusieurs sièges en furent décorés à cause de l'importance politique de leur ville : Tolède, Narbonne, Bourges, Vienne, Trèves, Mayence, Magdebourg, Lund, Cantorbéry, York, St Andrews.
L'origine du titre dérivait d'anciennes attributions fondées sur la coutume.
Par la bulle Antiqua sanctorum patrum d'avril 1079, le pape Grégoire VII reconnaît à l'archevêque de Lyon, Gébuin, et à ses successeurs, le titre de primat, avec juridiction sur les quatre provinces de Lyonnaise, à savoir les provinces ecclésiastiques de Lyon, de Rouen, de Tours et de Sens.
Par la bulle Potestatem ligandi du 25 décembre 1089, le pape Urbain II reconnaît à l'archevêque de Reims, Rainaud, et à ses successeurs, le titre de primat, avec juridiction sur la Belgique seconde, c'est-à-dire la province ecclésiastique de Reims.
Par la bulle Potestam ligandi de novembre 1097, Urbain II reconnaît à l'archevêque de Narbonne, Bertrand, et à ses successeurs, le titre de primat, avec juridiction sur les deux provinces de Narbonnaise, à savoir : les provinces ecclésiastiques de Narbonne et d'Aix.
Par la bulle Cunctis sanctorum du 15 octobre 1098, Urbain II reconnaît à l'archevêque de Tolède, Bernard, et à ses successeurs, le titre de primat, avec juridiction sur l'Hispanie.
Par la bulle In eminenti de novembre 1198, le pape Innocent III reconnaît à l'archevêque de Lund, Absalon, et à ses successeurs, le titre de primat, avec juridiction sur la Scandinavie.
Par la bulle Si sua cuique de 1198, Innocent III reconnaît à l'archevêque de Pise, Ubald, et à ses successeurs, le titre de primat, avec juridiction sur la Sardaigne.
Par la bulle In supremae dignitatis de 1354, le pape Innocent VI reconnaît à l'archevêque de Cantorbéry, Simon, et à ses successeurs, le titre de primat de toute l'Angleterre ; et à l'archevêque d'York, Jean, et à ses successeurs, celui de primat d'Angleterre.
Pour plusieurs autres titres primatices, on possède les lettres pontificales qui en font mention : de Boniface IX en 1394 et de Nicolas V, en 1451, pour Esztergom, en Hongrie, de Léon X, en 1515, pour Gniezno en Pologne.
Plus récemment, le titre primatice fut accordé à quelques sièges par des décrets du Saint-Siège : Nancy 1602 (Nancy dépendant alors du diocèse de Toul), Varsovie 1805, Lviv 1849, Salzbourg 1854.
Au Ier concile du Vatican, furent reconnus comme primats, en vertu d'anciennes coutumes,, les archevêques d'Antivari (Monténégro), Braga (Portugal), Malines (Belgique), Saint-Sauveur (Brésil) et Tarragone (Espagne).

## Attributions
Les attributions des primats différaient considérablement selon les régions. C'est en Afrique du Nord qu'elles étaient le plus étendues. Le primat y exerçait un droit de vigilance et de contrôle, comme il ressort des conciles de Carthage en 397 et du concile de Milève, en Numidie en 402. Le primat d'Esztergom possédait également certains droits de juridiction sur les évêchés.
Ailleurs, diverses prérogatives pouvaient être reconnues aux primats : droit de convoquer les conciles nationaux et de les présider, droit de couronner les rois, droit de recevoir les instances d'appel. Mais généralement leurs prérogatives étaient purement honorifiques.
Le droit actuel de l'Église, sauf exceptions dues à la coutume ou en vertu d'un privilège accordé par le Siège apostolique, ne reconnaît que ces prérogatives honorifiques et exclut tout pouvoir de gouvernement des primats.

## Héraldique
Le primat qui n'est pas cardinal timbre ses armes, comme l'archevêque, de la croix à deux traverses, et du chapeau vert avec cinq rangées de houppes, comme les patriarches.
Tous les signes de noblesse ou de dignités temporelles qui ne sont pas liés à leur siège et toutes les décorations sont interdits, à l'exception des croix des ordres chevaleresques, tels que l'ordre de Saint-Jean de Jérusalem et le Saint-Sépulcre.

## Sièges primatiaux de l'Église latine
| Lieu                                        | Date |
| ------------------------------------------- | --- |
| Bari (-Bitonto), Italie                     | c.1090 [« Pouille »] |
| Salerne (-Campagna & Acerno), Italie        | 20/7/1098 [« Toute la Lucanie »] 1545 [« Royaume de Naples »]                                                                             |
| Tarragone, Espagne                          | 1150, 1869 [« Espagnes »] |
| Tuam, Irlande                               | 1255 [« Connaught »] |
| Braga, Portugal                             | 30/11/1346 [« Espagnes »] c.1400-1869 [« Toute la Galice »]                                                                               |
| Dublin, Irlande                             | 1353, 1674 [« Irlande »] |
| Cagliari, Italie                            | 29/8/1087-22/4/1138 ; 1456, 1569 [« Sardaigne »]                                                                                          |
| Saint-Domingue, République Dominicaine      | 12/2/1546-28/11/1816 [« Nouveau Monde »] 28/11/1816 [« Indes »]                                                                           |
| Lima, Pérou                                 | 1572, 1834, 23/5/1943 [« Pérou »] |
| Vienne, Autriche                            | 1/6/1722 [« Autriche »] |
| Bogota, Colombie                            | 7/11/1902 [« Colombie »] |
| Buenos Aires, Argentine                     | 29/1/1936 [« Argentine »] |
| Mexico, Mexique                             | 29/6/1951 [« Mexique »] |
| Québec, Canada                              | 4/2/1956 [« Canada »] |
| São Salvador da Bahia, Brésil               | 25/10/1980 [« Brésil »] |
| Quito, Équateur                             | 11/11/1995 [« Equateur »] |
| Armagh, Irlande                             | 1111, IX/1152, 1171, 1261, 1869 [« Toute l’Irlande »]                                                                                     |
| Funchal, Portugal                           | 3/11/1534-3/7/1551 [« Indes »] |
| Trondheim/Nidaros, Norvège                  | 1152-1687 [« Norvège »] |
| Reims, France                               | c.850-29/11/1801 [« Primat entre les primats et l’un des premiers primats des Gaules »] 1089, 1095-29/11/1801 [« Gaule Belgique »]        |
| Sens (-Auxerre), France                     | 2/1/876-29/11/1801 [« Gaule & Germanie »]                                                                                                 |
| Rouen, France                               | 990-29/11/1801 [« Normandie »] |
| Bordeaux, France                            | 1305, 1306-29/11/1801 [« Aquitaine »] |
| Narbonne, France                            | 6/11/1097, 1418-29/11/1801 [« Gaule Narbonnaise »]                                                                                        |
| Doclea, Monténégro                          | 877-927 [« Dalmatie »] |
| Bar/Antivari, Monténégro                    | 1032, 18/3/1067-1078 ; 1199, 26/12/1523, 14/2/1870, 7/3/1902 [« Serbie »]                                                                 |
| Trèves, Allemagne                           | <<864-... [« Province de Belgique »] 2/10/1137-29/11/1801 [« Belgique Première »]                                                         |
| Cologne, Allemagne                          | 954-29/11/1801 [« Germanie »] |
| Split/Spalato (-Makarska/Macarsca), Croatie | 1199, 1636-30/6/1828 [« Dalmatie & toute la Croatie »]                                                                                    |
| Esztergom (-Budapest) Hongrie               | 1394, 24/3/1452, 1869 [« Hongrie »] |
| Saint Andrews, Écosse, UK                   | 17/8/1472, 27/3/1487-V/1694 [« Écosse »]                                                                                                  |
| Malines (-Bruxelles), Belgique              | 14/3/1560-29/11/1801 [« Belgique »] |
| Goa (-Damão & Cranganore), Inde             | 1572, 1606 [« Orient »] |
| Varsovie, Pologne                           | 6/10/1818, 30/12/1819 [« Royaume de Pologne »]                                                                                            |
| Carthage, Tunisie                           | 530, 17/12/1053-18/10/1246 ; 10/11/1884-9/7/1964 [« Afrique »]                                                                            |
| Nicosie, Chypre                             | 1196-1571 [« Royaume de Chypre »] |
| Auch, France                                | 879-29/11/1801 [« Novempopulanie »] c.1650-29/11/1801 [« Deux-Navarres »]                                                                 |
| Vienne, France                              | 28/6/1119, 25/2/1120-29/11/1801 [« Primat des primats »]                                                                                  |
| Bourges, France                             | c.840, II/865, 876, 1112, 1126, 15/3/1146, 4/4/1218, XII/1223, 18/3/1232-29/11/1801 [« Aquitaines »], II/865-6/11/1097 [« Narbonnaises »] |
| Lyon, France                                | 20/4/1079, 1095, 1116, I/1121, 1145-29/11/1801 ; 25/7/1851 [« Gaules »]                                                                   |
| Tolède, Espagne                             | 15/10/1088, 1101, 1118, 3/11/1121 [« Espagne »]                                                                                           |
| Salzbourg, Autriche                         | 1529, 1869 [« Germanie »] |
| Pise, Italie                                | 30/5/1091 [« Corse »] 30/5/1091-11/4/1176 [« Judicat de Torres »] 11/4/1176, 31/12/1198 [« Sardaigne »] 1/5/1138 [« Toscane »]            |
| Prague, République tchèque [30/4/1344]      | 1365 [« Bohême »] |
| Gniezno, Pologne                            | 1418, 1513, 1869 [« Pologne »] |
| Constantinople (Arménien), Turquie          | 6/7/1830-12/7/1867 |
| Skopje, Macédoine                           | 6/3/1656-29/10/1924 [« Serbie »] |
| Mayence, Allemagne                          | …-29/11/1801 [« Germanie »] |
| Magdebourg, Allemagne                       | 1126-1545 [« Toute la Germanie »] |
| York, Angleterre, Royaume-Uni               | XIe siècle, 1353-30/1/1688 [« Angleterre »]                                                                                               |
| Canterbury, Angleterre, UK                  | 1072, 5/4/1166-30/1/1688 [« Toute l’Angleterre »]                                                                                         |
| Uppsala, Suède                              | 1367, 1397, 1455-1687 [« Suède »] |
| Eauze, France                               | VIe siècle-879 [« Novempopulanie »] |
| Lund, Suède                                 | 1163, 16/11/1217-1687 [« Scandinavie »]                                                                                                   |
| Tirnovo (Bulgare-byzantin), Bulgarie        | 7/11/1204-1235 ; 1277-c.1280 [« Toute la Bulgarie & Valachie »]                                                                           |

## Sièges primatiaux de l'Église latine par nation
| Région             | Siège épiscopal       | Titre primatice                                             | Remarques | Dates              | Réf.     |
| ------------------ | --------------------- | ----------------------------------------------------------- | --- | ------------------ | -------- |
| Argentine          | Buenos Aires          | Primat d'Argentine                                          | Titre créé sous le pontificat de Pie XI, par un décret de la Sacrée Congrégation consistoriale du 19 janvier 1936. | —                  | [ B 1 ]  |
| Autriche           | Salzbourg             | Primat de Germanie                                          | Titre reçu au XVIIe siècle. Il était, auparavant, porté par l'archevêque de Magdebourg, lié à sa présidence du Conseil des princes de l'Empire. Avant 1803, le prince-archevêque de Mayence portait lui aussi le titre de primat de Germanie, car il lui revenait de présider le Conseil des princes-électeurs. | —                  | —        |
| Belgique           | Malines               | Primat de Belgique                                          | Siège actuellement uni à celui de Bruxelles | —                  | [ B 2 ]  |
| Brésil             | São Salvador da Bahia | Primat du Brésil                                            | — | —                  | [ B 3 ]  |
| Canada             | Québec                | Primat du Canada                                            | — | —                  | [ B 4 ]  |
| Équateur           | Quito                 | Primat d'Équateur                                           | — | —                  | [ B 5 ]  |
| Espagne            | Tolède                | Primat d'Espagne                                            | — | —                  | [ B 6 ]  |
| Espagne            | Tarragone             | Primat des Espagnes                                         | — | —                  | —        |
| États-Unis         | Baltimore             |                                                             | L'archevêque n'est pas primat stricto sensu, mais possède une préséance sur les autres évêques. | —                  | —        |
| France             | Auch                  | Primat de Novempopulanie et de Navarre                      | L'archevêque d'Auch se dit primat de Novempopulanie et du royaume de Navarre bien qu'aucune bulle d'un pape ait confirmé cette primatie. En 1218, le pape Honorius III a rappelé que l'archevêché d'Auch relevait de la primatie de Bourges. L'évêché d'Auch a remplacé l'évêché d'Eauze au milieu du IXe siècle, après la prise d'Eauze par les Sarrazins en 732, puis les ravages des Normands en 844, 846, 848, 851 et 855. L'évêché et la ville d'Eauze ont dû disparaître vers 850. En 781, Charlemagne a créé le royaume d'Aquitaine comprenant le duché d'Aquitaine, celui de Gascogne, la Marche d'Espagne qui comprend la Navarre et l'Aragon, qui sont proches de la province ecclésiastique d'Auch et ses évêques auraient été soumis à la juridiction de l'archevêque d'Auch qui a ordonné des évêques dans cette partie de l'Espagne, exerçant une primatie de fait. Bernard Ier écrit en 946 au pape Agapet II qu'il a ordonné un évêque en Espagne. Louis-Clément de Brugeles écrit que l'archevêque d'Eauze était déjà primat, mais l'abbé Duchesne fait remarquer qu'Eauze ne figure pas parmi la liste des métropoles donnée par Éginhard. Le diocèse d'Auch est devenu un archidiocèse en 879 quand le pape Jean VIII écrit à Ayrard en le nommant archevêque d'Auch,. L'archevêché d'Auch a perdu tout pouvoir sur les évêchés de l'Aragon et de la Navarre après la renaissance de l'archevêché de Tarragone par le pape Urbain II, en 1091, puis par le pape Gélase II, en 1118,. | —                  | —        |
| France             | Bordeaux              | Primat d'Aquitaine                                          | La primatie de Bordeaux est créée par deux bulles de Clément V. En 1461, pour remettre Bordeaux dans l'obéissance du roi de France qui venait d'achever la reconquête de la province, Charles VII puis Louis XI ont décidé de remettre l'archevêché sous la juridiction du primat des Aquitaines, mais sans succès. | 1305-              | —        |
| France             | Bourges               | Primat des Aquitaines (et des Narbonnaises)                 | La Gaule Aquitaine est créée par Auguste en 27 avant J.-C. ou vers 13 avant J.-C. en ajoutant à l'Aquitaine de César quatorze peuples situés entre la Loire et la Garonne. La capitale de cette province est discutée car aucun texte ne le précise. En 358, saint Hilaire écrit que l'Aquitaine d'Auguste a été partagée entre la provincia Aquitanica et la provincia Novempopulana qui correspondait à l'Aquitaine de Jules César. Quarante ans plus tard, l'Aquitaine d'Auguste est divisée en trois provinces dans la Notitia Galliarum. Bourges est la capitale de l'Aquitaine première. L'archevêque de Bourges est également patriarche d'Aquitaine. Ermembert a reçu le pallium des mains du pape Adrien Ier. Le pape l'écrit à Charlemagne dans une lettre non datée, entre 788 et 791 pour répondre à son souhait après la création du royaume d'Aquitaine. Après la condamnation de Pépin II et la reprise du royaume d'Aquitaine par Charles II, en 864, dans une lettre du pape Nicolas Ier, l'archevêque de Bourges Raoul de Bourges est qualifié pour la première fois de primat des Aquitaines et des Narbonnaises et de patriarche. En 1097, le pape Urbain II réduit le ressort de la primatie en créant l'archevêque de Narbonne primat des Narbonnaises. la primalie des Aquitaines est confirmée à Pierre de la Chastre en 1141. En 1146, le pape Eugène III ne cite plus l'archevêché d'Auch, archevêché de l'Aquitaine troisième, comme relevant du primat de Bourges. Une dernière fois, en 1218, le pape Honorius III écrit que l'archevêché d'Auch relève de la primatie de Bourges, mais sans succès. L'archevêché de Bordeaux, pour l'Aquitaine seconde, est élevé au rang de primatie par deux bulles du pape Clément V, ancien archevêque de Bordeaux, en 1305 et 1306. | 840- (et 864-1097) | —        |
| France             | Lyon                  | Primat des Gaules                                           | Le pape Grégoire VII confirma le titre de primat des Gaules à l'archevêque de Lyon, saint Jubin, par deux bulles datées du 17 avril 1079. La seconde bulle est écrite aux archevêques de Rouen, Tours et Sens pour leur faire accepter la nouvelle primatie. Le pape justifie sa décision en citant les Fausses décrétales et la Notitia provinciarum et civitatum Galliae. Ce droit s'appuie aussi sur le canon 20 du concile de Mâcon réuni en 585 sous la présidence de l'archevêque de Lyon. L'archidiocèse de Paris, créé en 1622 par démembrement de celui de Sens dépend du primat de l'archevêque de Lyon. L'archidiocèse de Rouen en a été retiré. | 1079               | [ B 7 ]  |
| France             | Nancy                 | Primat de Lorraine                                          | Titre reçu en 1602. Exception notable : jusqu'à l'érection de l'évêché de Nancy en 1777, le primat de Lorraine n'était pas évêque. L'évêque de Nancy et Toul porte, dans les grandes cérémonies, sur la chasuble ou la chape, le surhuméral des évêques de Toul, ornement spécial en drap d'or très richement brodé, reconnu par Bref du 16 mars 1865 | 1602-              | [ 29 ]   |
| France             | Narbonne              | Primat de la Gaule narbonnaise (ou primat des Narbonnaises) | Narbonne, Arles et Vienne se sont disputé le titre. La province ecclésiastique de Narbonne correspondait d'abord à l'ancienne province romaine Narbonensis Prima de la Notitia provinciarum et civitatum Galliae d'Honorius, mais ses limites ont évolué au cours du temps. AU VIIe siècle, les notices cites comme évêchés de la province de Narbonne, Narbonne, Elne, Carcassonne, Béziers, Lodève, Agde, Maguelonne et Nîmes. Après 759, les évêchés de Toulouse et Uzès sont réintégrés dans la province de Narbonne. Les conquêtes de Charlemagne et de Louis le Pieux, à partir de 778, font entrer dans la province de Narbonne les évêchés d'Urgell, entre 788 et 792, Vic (Ausona), Gérone, en 785, et Barcelone, en 801. En 1091, le pape Urbain II recrée l'archevêché de Tarragone avec Urgel, Vic, Gérone et Barcelone qui sont détachés de Narbonne,. En 1097, le même pape réduit le ressort de la primatie de Bourges en créant l'archevêque de Narbonne primat des Narbonnaises dont dépend l'archevêché d'Aix-en-Provence. Le pape Martin V a pris en 1418 un décret qui a affranchi l'archevêché de Narbonne des prétentions du primat des Aquitaines et de l'archevêque de Vienne. Le titre a été relevé par l'archevêque de Toulouse en 1822. Le 14 juin 2006, le titre du siège supprimé de Narbonne est transféré au diocèse de Carcassonne qui prend son nom actuel de diocèse de Carcassonne et Narbonne. | 1097-              | —        |
| France             | Reims                 | Primat de la Gaule Belgique (ou primat de Belgique Seconde) | La primatie des évêques de Reims sur la province ecclésiastique de la Belgique seconde est reconnue par Urbain II dans la bulle Potestatem ligandi du 25 décembre 1089. Bien que n'ayant pas été mentionné au Ier concile du Vatican, le titre a été utilisé par l'archevêque Benoît Langénieux. L'archevêque de Reimns portait également le titre de légat-né du Saint-Siège et, pour ce, avait le privilège de porter la cappa magna dans toute la France. | 1089-              | ,        |
| France             | Rennes                | Primat de Bretagne                                          | Titre créé en 848 par Nominoë et conféré à l'évêque de Dol pour assurer son indépendance vis-à-vis de la province ecclésiastique de Tours. L'affaire s'achève par la bulle Licet primum émise le 1er juin 1199 par le pape Innocent III qui confirme que le diocèse de Dol est suffragant de l'archidiocèse de Tours. Le titre est encore utilisé en 1965 par Mgr Paul Gouyon. | 848-1199           | ,        |
| France             | Rouen                 | Primat de Normandie                                         | Un arrêt du Conseil du roi du 12 mai 1702 confirme maintien l'archevêque de Rouen comme primat de Normandie. Il interdit à l'archevêque de Lyon d'intervenir dans son ressort. | 1457-              | [ 38 ]   |
| France             | Sens                  | Primat de Gaule et de Germanie                              | Pour l'abbé Rony, il n'y a jamais eu de primat de Gaule et de Germanie. Sous Charles II le Chauve, après son couronnement comme empereur, en 875, le pape Jean VIII élève à la dignité de vicaire du pape dans les Gaules et les Germanies l'archevêque de Sens Anségise. La bulle de Jean VIII ne parle pas de primatie, seule la Gallia Christiana a employé cette appellation. | 876-               | ,        |
| France             | Vienne                | Primat des Sept provinces                                   | Le seul document accordant le titre de « primat des Sept provinces » est la bulle du pape Calixte II du 26 février 1120 où il accorde à l'archevêque de Vienne sur sept provinces, à savoir, Vienne, Bourges, Bordeaux, Auch, Narbonne, Aix-en-Provence et Embrun. Dans ces provinces, l'archevêque de Vienne est le vicaire du pape et n'est soumis à aucun légat, sauf si c'est un légat a latere envoyé de Rome. La bulle renvoie à des titres qui auraient été accordés à l'archevêque de Vienne par ses prédécesseurs, en particulier Sylvestre Ier. Par ailleurs, il y avait déjà parmi les sept provinces deux qui avaient déjà des primats, Bourges et Narbonne. L'archevêque de Vienne s'est qualifié primat des primats. La primatie n'est restée qu'un simple titre, sans effet. | 314-1790           | —        |
| Hongrie            | Esztergom             | Primat de Hongrie                                           | siège uni à celui de Budapest. L'archevêque est prince-primat de Esztergom. | —                  | [ B 8 ]  |
| Inde               | Goa                   | Primat de l'Orient                                          | — | —                  | [ B 9 ]  |
| Irlande            | Armagh                | Primat de toute l'Irlande (Primate of all Ireland)          | Les titres sont les mêmes dans la Communion anglicane. | —                  | [ B 10 ] |
| Irlande            | Dublin                | Primat d'Irlande                                            | — | —                  | [ B 11 ] |
| Italie             | Rome                  | Primat d'Italie                                             | C'est le Pape, qui est évêque de Rome. | —                  | [ B 12 ] |
| Italie             | Cagliari              | Primat de Sardaigne                                         | — | —                  | —        |
| Italie             | Palerme               | Primat de Sicile                                            | Royaume de Sicile | —                  | —        |
| Italie             | Pise                  | Primat de Corse                                             | Comme il est confirmé dans le livre de Michel Orsini "Corse Terre Vaticane", le Vatican laisse à l'évêque de Pise cette primatie, même après la perte de souveraineté de Pise sur cette île | —                  | —        |
| Italie             | Salerne               | Primat de Salerne                                           | — | —                  | [ B 13 ] |
| Italie             | Venise                | Primat de Dalmatie                                          | — | —                  | —        |
| Mexique            | Mexico                | Primat du Mexique                                           | — | —                  | [ B 14 ] |
| Pérou              | Lima                  | Primat du Pérou                                             | Titre créé par Pie V en 1572 puis confirmé par Grégoire XVI en 1834 et par Pie XII en 1943 | —                  | [ B 15 ] |
| Pologne            | Gniezno               | Primat de Pologne                                           | — | —                  | [ B 16 ] |
| Portugal           | Braga                 | Primat des Espagnes                                         | Titre contesté à l'archevêque de Tolède. | —                  | —        |
| République tchèque | Prague                | Primat de Tchéquie                                          | — | —                  | [ B 17 ] |
| Royaume-Uni        | Westminster           | Primat d'Angleterre et de Galles                            | Le titre de primat d'Angleterre et de Galles était jadis porté par l'archevêque catholique de Cantorbéry. Depuis la Réforme, dans la Communion anglicane, l'archevêque anglican de Cantorbéry est primat de toute l'Angleterre (Primate of all England), et celui d'York est primat d'Angleterre, anciens titres catholiques. | —                  | [ B 18 ] |
| Royaume-Uni        | Saint Andrews         | Primat d'Écosse                                             | Le titre de primat d'Angleterre et de Galles était jadis porté par l'archevêque catholique de Cantorbéry. Depuis la Réforme, dans la Communion anglicane, l'archevêque anglican de Cantorbéry est primat de toute l'Angleterre (Primate of all England), et celui d'York est primat d'Angleterre, anciens titres catholiques. | —                  | [ B 19 ] |
| Tunisie            | Carthage              | Primat d'Afrique                                            | — | —                  | —        |